# Ulf Lindefelt
Ulf Lindefelt, född 1947, är en svensk fysiker och professor i fasta tillståndets elektronik  vid Mittuniversitetet i Sundsvall. Lindefelt är filosofie doktor och docent i teoretisk fysik med inriktning mot Fasta tillståndets teori, och disputerade vid Lunds universitet 1979.
Efter disputationen har Ulf Lindefelt varit verksam som forskare inom halvledarfysik vid det federala forskningsinstitutet National Renewable Energy Laboratory, Colorado, USA, vid Institutionen för Teoretisk fysik vid Lunds universitet, som t.f. professor i teoretisk fysik vid Linköpings universitet, samt anställd som forskare vid ABB Corporate Research, Västerås. Under anställningstiden vid ABB innehade Lindefelt även adjungerade professurer vid Linköpings universitet och KTH, Kista.
Lindefelt är verksam vid Mittuniversitetet sedan 2003, där han 2006 befordrades till professor i fasta tillståndets fysik.
Ulf Lindefelt forskar idag inom området nanomaterial, främst transportegenskaper hos nanorör, med tillämpningar mot tryckbar elektronik, exempelvis för RFID-taggar, samt undervisar på forskarutbildningen såväl som grundutbildningen.

## Mest citerade publikationer januari 2010
- Bergman, J.P., Lendenmann, H., Nilsson, P.Å., Lindefelt, U., Skytt, P., ABB Corporate Research, Crystal defects as source of anomalous forward voltage increase of 4H-SiC diodes, 3rd European Conference on Silicon Carbide and Related Materials, SEP, 2000 KLOSTER BANZ, GERMANY. (156 citeringar enligt Scopus, 127 enligt Web of Knowledge).
- Konstantinov, A.O., Wahab, Q., Nordell, N., Lindefelt, U., Ionization rates and critical fields in 4H silicon carbide,  APPLIED PHYSICS LETTERS, JUL 7 1997. (142 citeringar enligt Scopus, 125 enligt Web of Knowledge)
- Persson C, Lindefelt U, Relativistic band structure calculation of cubic and hexagonal SiC polytypes,  JOURNAL OF APPLIED PHYSICS, DEC 1 1997, doi:10.1063/1.365578. (139 citeringar enligt Scopus, 139 enligt Web of Knowledge).

## Övriga publikationer
- Publikationslista vid Mittuniversitetet[död länk]
- Publikationslista vid Linköpings universitet[död länk]
- Ulf Lindefelt, Hisaomi Iwata, Sven Öberg, Patrick R. Briddon, Stacking faults in 3C-, 4H-, and 6H-SiC polytypes investigated by an ab initio supercell method, Phys. Rev. B 67, 155204 (2003)
- Mats Hjelm, Antonio Martinez, Hans-Erik Nilsson, Ulf Lindefelt, Interband tunneling description of holes in Wurtzite GaN at high electric fields, Journal of Computational Electronics

Publisher Springer Netherlands, September 2007, DOI 10.1007/s10825-006-0081-y.
- Hisaomi Iwata, Ulf Lindefelt, Sven Öberg, Patrick R. Briddone, A new type of quantum wells: stacking faults in silicon carbide[död länk], Microelectronics Journal, May-August 2003, The Fourth International Conference on Low Dimensional Structures and Devices.